# Cirrhilabrus jordani
Cirrhilabrus jordani Snyder, 1904 è un pesce d'acqua salata appartenente alla famiglia Labridae.

## Distribuzione e habitat
Proviene dalle Hawaii e dall'Atollo Johnston, nell'oceano Pacifico. Nuota nella barriera corallina tra i 5 e i 186 m di profondità soprattutto in zone rocciose.

## Descrizione
Presenta un corpo allungato, compresso lateralmente, con la testa dal profilo piuttosto arrotondato. La pinna caudale ha il margine arrotondato. La lunghezza massima registrata è di 10 cm.
Il dimorfismo sessuale è marcato: le femmine sono arancioni con il ventre più chiaro e le pinne trasparenti e non particolarmente grandi, mentre i maschi sono rosa o rossi con la testa striata di rosso e il ventre bianco. La pinna dorsale è molto ampia, mentre quella anale è prevalentemente gialla. La pinna caudale è rossa con il bordo violaceo.

## Biologia

### Comportamento
Nuota in piccoli banchi pochi metri sopra il fondo.

### Alimentazione
La sua dieta è composta principalmente da zooplancton.

## Conservazione
Questa specie non è a rischio di estinzione e l'80% del suo areale è compreso all'interno di un'area marina protetta, quindi viene classificata come "a rischio minimo" (LC) dalla lista rossa IUCN.